# 行政街 (新店)
新店 行政街：行政街唯一條連結新店中興路與北新路之街道，其新店市市民而言極為重要在2016年10月前新店警察局、新店區公所、新店消防隊、新店戶政事務所、新店衛生所皆落於此。後來為搭配新店行政園區之都更案，部分行政單位皆以拆遷，未來啟用將為一棟31層樓之公辦建築，也因為此新店行政街目前已移除改道。